# Secusio parvipuncta
Secusio parvipuncta là một loài bướm đêm thuộc phân họ Arctiinae, họ Erebidae.